# 查尔斯·比林斯利
查尔斯·比林斯利（英語：Charles Billingsley，1970年1月7日出生于新墨西哥州克洛维斯）是一名传教士、基督教歌手、当代崇拜者、詞曲作家、演说家和作家。

## 经历
比林斯利于1992年从阿拉巴马州伯明翰的桑福德大学毕业后的第二天开始了个人音乐生涯。两年后，他加入了当代基督教音乐团体NewSong，他们在1994年发行了专辑《People Get Ready》，其中以“Arise My Love”为特色的四首歌曲广受欢迎。在NewSong工作两年后，Charles 离开了团体去追求个人事业，并平均每年举办200场音乐会。  
2002年，比林斯利成为托马斯路浸信会教堂的礼拜牧师，并被任命为自由大学的驻场艺术家。后来，他于2005年搬到加利福尼亚州圣地亚哥，在影山社区教堂与大卫耶利米博士一起工作，成为了他事业转折点的所在地。
比林斯利在圣地亚哥逗留了两年后，重新回到托马斯路浸信会教堂，重新担任礼拜领袖，并开始在自由大学礼拜中心任职顾问委员。随后，他于2011年与托马斯路浸信会和自由大学合作，共同创立了一家新的音乐出版公司——Red Tie Music。而在2017年5月14日，他宣布回归影山社区教会，与大卫耶利米博士合作，共同担任敬拜牧师。 
2017年7月，比林斯利正式成为影山社区教堂的敬拜牧师。继续作为Women of Joy、Gridiron Men和Celebrator会议的敬拜领袖，并作为独奏音乐会的艺术家进行巡回表演。
2019 年 2 月，比林斯利宣布离开影山教会，来全身心的投入音乐会事工。 

## 唱片目录
| 1992   | 一生的选择                   | 佳洁士音乐       |
| 1993   | 直到那时                     | 佳洁士音乐       |
| 1994   | 人们做好准备（使用 NewSong） | 本森             |
| 1997   | 改变                         | 佳洁士音乐       |
| 1997   | 查尔斯直播！                 | 佳洁士音乐       |
| 1998   | 现在和那时之间               | 潘普林音乐       |
| 1998   | 感恩的心†                    | 电磁干扰         |
| 2000   | 美国大合唱团†                |                  |
| 2000   | 使命的印记                   | 潘普林音乐       |
| 2001年 | 反思                         | 佳洁士音乐       |
| 2002年 | 凯尔特人的呐喊†              | 发现之家         |
| 2002年 | 这是怎么回事？†              | 发现之家         |
| 2003年 | 密谈                         | 永续娱乐集团     |
| 2003年 | 幼儿摇篮曲†                  | 发现之家         |
| 2004年 | 美国崇拜聚会†                | 崇拜联盟         |
| 2004年 | 我们祝福你的名字             | 永续娱乐集团     |
| 2007年 | 比生活更好†                  | 发现之家         |
| 2007年 | 圣诞节                       | 佳洁士音乐       |
| 2007年 | 经久不衰的宝藏               | 佳洁士音乐       |
| 2008年 | 经典                         | 佳洁士音乐       |
| 2008年 | 希望、爱与音乐               | 佳洁士音乐       |
| 2009   | 非凡的女性现场敬拜           | E女性            |
| 2009   | 万古之神                     | 红领带音乐       |
| 2009   | 托马斯路崇拜                 | 红领带音乐       |
| 2010   | 欢乐的女人：赞美的周末       | 红领带音乐/PWM   |
| 2011年 | 永不遗弃                     | 佳洁士音乐       |
| 2012   | 20                           | 佳洁士音乐       |
| 2013   | 在演唱会                     | 佳洁士音乐/InPop |
| 2014   | 只有耶稣                     | 佳洁士音乐       |
| 2016年 | 就在这儿                     | 斯托敦           |
| 2017年 | 又到了圣诞节                 | 佳洁士音乐       |
| 2020   | 我为此而生                   | 斯托敦           |